# Jan Mizerski

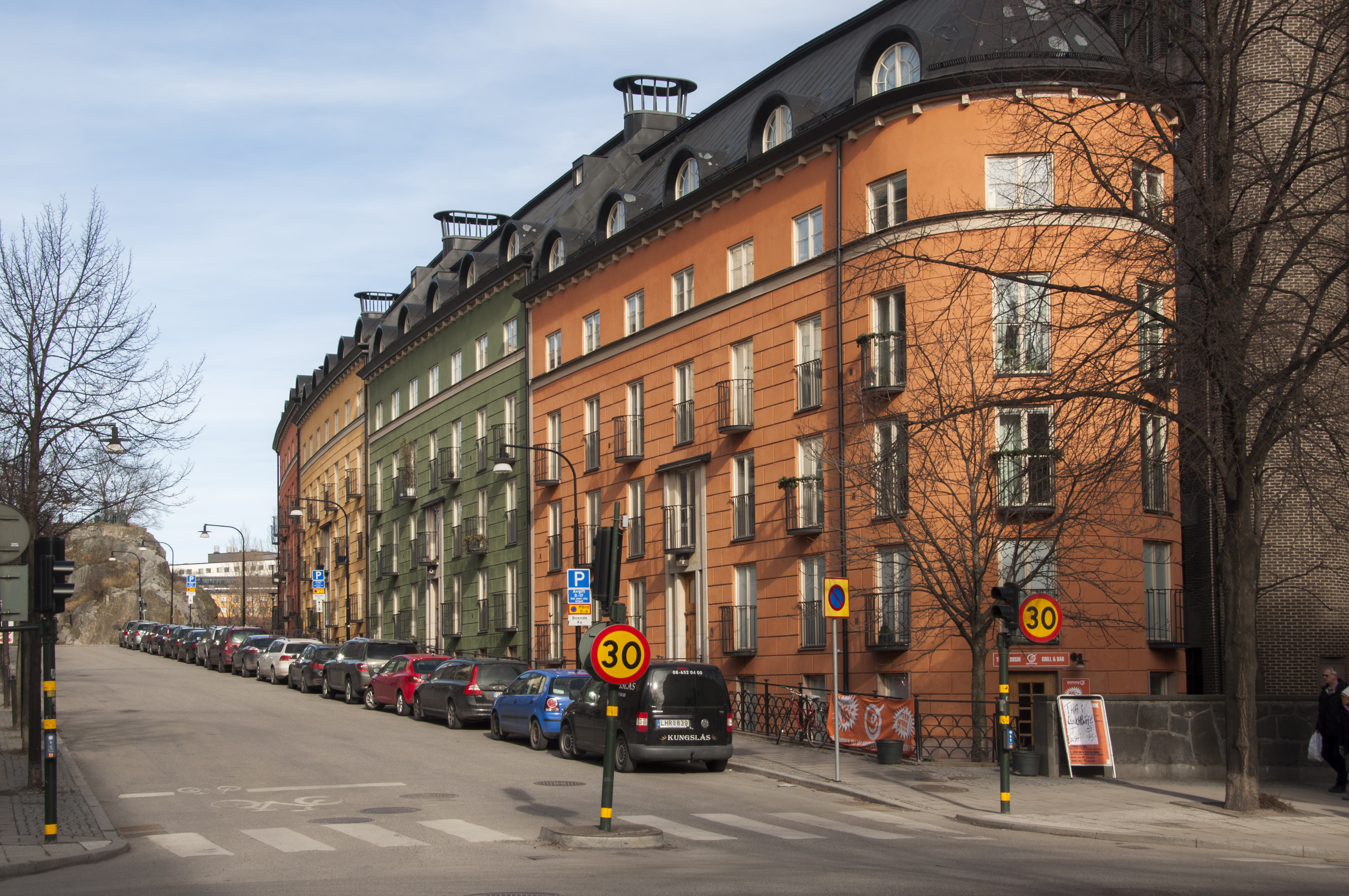
Carl Gustaf Lindsteds gata 2-8 i Sankt Eriksområdet i Stockholm. Byggnadsår 1997–1998

Jan Franciszek Mikołaj Mizerski, född 9 maj 1928 i Warszawa i Polen, död 25 april 2022 i Stockholm, var en polsk-svensk arkitekt.
Jan Mizerski var son till byggmästaren Alojzy Mizerski och Zofia Pichala. Efter studentexamen 1946 och teknisk högskola i Warszawa med examen 1951 var han assistent i samma stad 1954–1958. Mizerski var arkitekt vid professor Bohdan Pniewskis arkitektkontor i Warszawa 1950–1957. Han kom sedan till Sverige och var arkitekt hos Svenska Riksbyggen i Stockholm från 1958. Bland hans arbeten märks Folkets hus i Strömsnäsbruk och Hälleforsnäs, affärs- och kontorshus i Gävle samt skolor i Borås, Norrköping och Gävle. Han gjorde även översättningar tillsammans med sin hustru.
År 1964 gifte han sig med skådespelaren och författaren Catherine Berg (1933–2001), dotter till musikkritikern Curt Berg och författaren Eva Berg, ogift Ekström. De fick barnen Sofia 1966, Beata 1967 och Josef 1970.